# 197870 Erkman
197870 Erkman este un asteroid din centura principală de asteroizi.

## Descriere
197870 Erkman este un asteroid din centura principală de asteroizi. A fost descoperit pe 6 septembrie 2004 la Vicques de Michel Ory. Asteroidul prezintă o orbită caracterizată de o semiaxă mare de 2,65 ua, o excentricitate de 0,18 și o înclinație de 12,9° în raport cu ecliptica.